# イチモンジチョウ
イチモンジチョウ（一文字蝶、Limenitis camillaまたはLadoga camilla）は、タテハチョウ科に属するチョウの一種。

## 概要
前翅から後翅を通り、反対側の前翅にかけて名の通り一条の白斑列が並ぶ。ミスジチョウの仲間だが、特徴である滑空するような飛翔はあまり行わない。低山の広葉樹林や草原に生息し、花によく来るほか湿地や腐果にも集まる。
近縁種にアサマイチモンジがあるが、前翅中室の白紋が消えかかること、複眼に毛が生えている（これは森林性の蝶に見られる特徴）ことで区別できる。またメスグロヒョウモンのメスとも似るが、メスグロヒョウモンは翅表にある白条が裏には現れない。
幼虫の食草はスイカズラ科のスイカズラやタニウツギ、ヤブウツギなど。成虫は年3-4回発生し5月から9月ごろまで見られるが、寒冷地では年1回発生となる。越冬態は3齢幼虫。

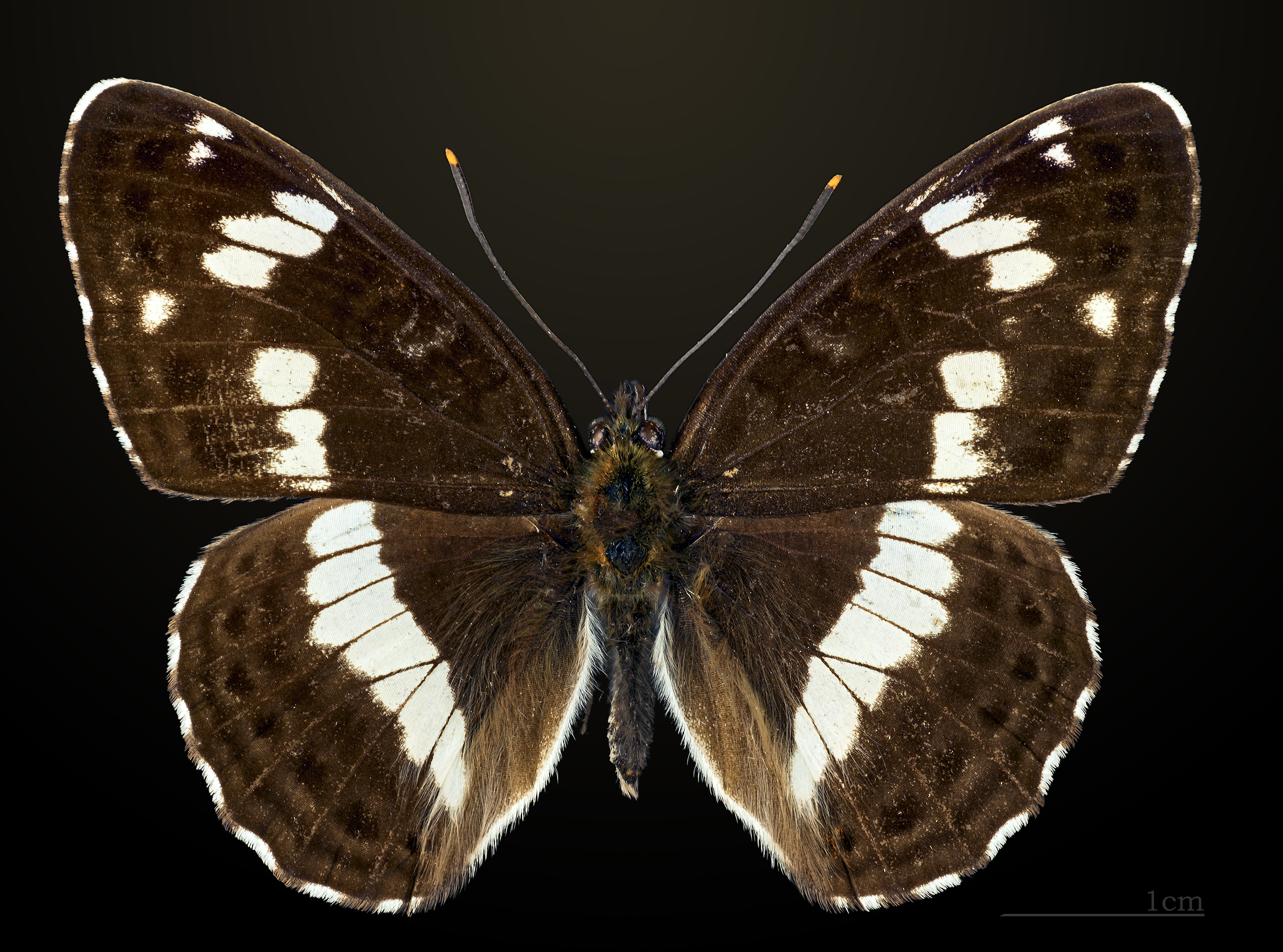
Limenitis camilla
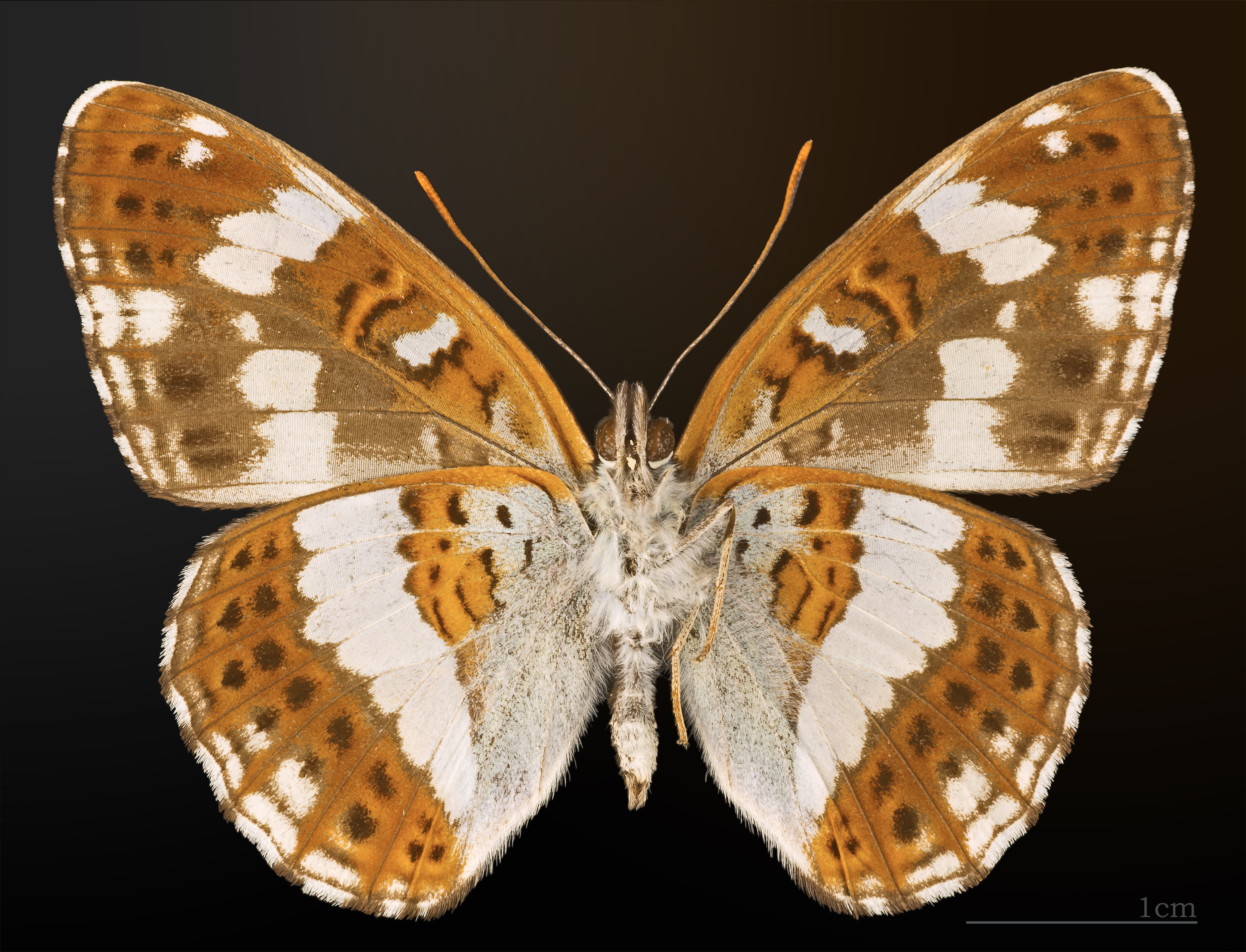
Limenitis camilla △

## 分布
日本の主要4島。国外ではユーラシア大陸東部。近似のアサマイチモンジは国外にはいない。